# Балліскі
Балліскі (from Irish: Baile Sceach, meaning 'townland of thorn bushes') — невелике село та містечко, розташоване між Ламбегом і Драмбегом у графстві Даун, Північна Ірландія. За переписом 2001 року в селі проживали 186 осіб. Він розташований у регіональному парку Лаган-Веллі та районі міської ради Лісберна .

## Пам'ятки
- Міст Ballyskeagh, арочний міст з пісковика, розташований над каналом Лаган, був побудований між 1760 і 1779 роками Томасом Омером, інженером, відповідальним за канал[2]. Це будівля, яка є пам'ятником архітектури[3].
- Макілрой-парк, який з’єднує буксирну дорогу Лаган з Балліскі та Данмуррі, був названий на честь місцевого футболіста Джиммі Макілроя[4][5].
- The Lock Keeper ’s House, також побудований між 1760 і 1779 роками, є приватною будівлею, яка є пам’ятником архітектури[6].

## Подальше читання
- NI Neighborhood Information System
- Проект плану агломерації Белфаста на 2015 рік